# کوبایاشی ایتاکو
کوبایاشی ایتاکو (小林 永濯؛ ۲۲ آوریل ۱۸۴۳ – ۲۷ مهٔ ۱۸۹۰) نقاش و تصویرگر اهل ژاپن متبحر در زمینهٔ اوکی‌یو-ئه و نیهونگا بود.